# Interkolumnij
U arhitekturi interkolumnij je razmak između stupova u nizu, mjereno na dnu tijela stupova.  U klasičnoj, renesansnoj i baroknoj arhitekturi interkolumnij je bio određen sustavom koji je u 1. stoljeću pr. Kr. osmislio rimski arhitekt Vitruvije. On je zapisao standardne interkolumnije za tri klasična grčka reda, izraženo širinom promjera stupova, dvostruke duljine Vitruvijevog modula, i upozorio je da razmak između stupova od tri promjera ili više dovodi do lomljenja kamenog arhitrava.

## Standardni interkolumniji
Standardni interkolumniji su sljedeći:
- Piknostil - jedan i pol promjer
- Sistil - dva promjera
- Eustil - dva i tričetvrt promjera; prema Vitruviju najboljih proporcija[5]
- Dijastil - tri promjera
- Areostil - četiri ili više promjera, što zahtijeva drveni umjesto kamenog arhitrava.
- Areosistil - naizmjenično areostil i sistil.